# Гордон Вайлз
Гордон Вайлз (англ. Gordon Wiles; 10 жовтня 1904 — 17 жовтня 1950) — американський артдиректор і режисер. Він народився в Сент-Луїсі, штат Міссурі.
Вайлз виграв премію Американської кіноакадемії, як найкращий художник-постановник, за фільм Трансатлантичний корабель.

## Вибрана фільмографія
- 1931: Трансатлантичний корабель / Transatlantic
- 1933: Поганий бродвей / Broadway Bad
- 1941: Вимушена посадка / Forced Landing